# 物質・材料研究機構

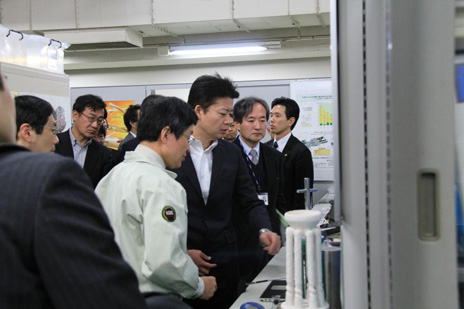
2011年1月、施設を視察する玄葉光一郎内閣府特命担当大臣（科学技術政策担当）

国立研究開発法人物質・材料研究機構（ぶっしつ・ざいりょうけんきゅうきこう、英: National Institute for Materials Science、略称: NIMS）は、日本における物質・材料の基礎・基盤的研究開発および重点研究開発などを総合的に行う国立研究開発法人。本部は茨城県つくば市に置かれる。理事長は宝野和博。
2001年4月に旧科学技術庁所管の2つの国立研究所である金属材料技術研究所と無機材質研究所が合併して発足。2016年10月、理化学研究所、産業技術総合研究所とともに特定国立研究開発法人に移行した。

## 研究方針
環境、エネルギー、資源などに関する
地球規模の問題解決のための物質・材料科学技術

## ミッション
- 物質・材料科学技術に関する基礎研究および基盤的研究開発
- 研究開発成果の普及とその活用の促進
- NIMS の施設および設備の共用
- 研究者・技術者の養成およびその資質の向上

## 沿革
- 1956年 - 東京都目黒区に金属材料技術研究所設立（目黒地区）
- 1966年 - 東京都豊島区に無機材質研究所設立
- 1972年 - 無機材質研究所が筑波研究学園都市に移転（現在の並木地区）
- 1979年 - 金属材料技術研究所筑波支所開設（現在の千現地区）
- 2001年 - 両研究所が統合し、独立行政法人化。物質・材料研究機構となる
- 2015年 - 国立研究開発法人へ名称変更
- 2016年4月 - 第4期中長期計画開始（～2022）
- 2016年10月 - 特定国立研究開発法人に指定

## 研究組織(第4期 2016-)

### 機能性材料研究拠点
- センサ・アクチュエータ研究開発センター
- 電気・電子機能分野
- 光機能分野
- 量子機能分野
- 機能性粉体・セラミックス分野
- 機能性分子・ポリマー分野
- バイオ機能分野
- 機能探索分野

### エネルギー・環境材料研究拠点
- ナノ材料科学環境拠点
- 蓄電池基盤プラットフォーム
- 二次電池材料グループ
- 太陽光発電材料グループ
- 熱電材料グループ
- 水素製造材料グループ
- ナノ界面エネルギー変換グループ
- 界面計算科学グループ
- 先進低次元ナノ材料グループ

### 磁性・スピントロニクス材料研究拠点
- 元素戦略磁性材料研究拠点
- 磁性材料グループ
- 磁気記録材料グループ
- スピントロニクスグループ
- スピン物性グループ
- スピンエネルギーグループ
- 磁性材料解析グループ

### 構造材料研究拠点
- 設計・創造分野
- 解析・評価分野
- 接合・造型分野

### 国際ナノアーキテクトニクス研究拠点 (MANA)
- ナノマテリアル分野
- ナノシステム分野
- ナノセオリー分野

### 先端材料解析研究拠点
- 極限計測分野
- 原子構造物性分野
- 光・量子ビーム応用分野

### 統合型材料開発・情報基盤部門 (MaDIS)
- 材料データ科学グループ
- エネルギー材料設計グループ
- データ駆動高分子設計グループ
- 情報統合型物質・材料研究拠点 (cMi2)
- 材料データプラットフォームセンター
- SIP-MIラボ

### 技術開発・共用部門
- 材料数値シミュレータステーション
- 材料創製・加工ステーション
- 材料分析ステーション
- 電子顕微鏡ステーション
- 高輝度放射光ステーション
- 強磁場ステーション
- ナノテクノロジー融合ステーション
- 磁気冷凍システムグループ
- ナノテクノロジープラットフォームセンター
- 窒化ガリウム評価基盤領域
- 天野・小出共同研究ラボ

## 組織(第3期 2011-2016)
- 環境・エネルギー材料部門
- ナノスケール材料部門（MANA）
- 先端的共通技術部門
- 元素戦略材料センター
- 中核機能部門
- 外部連携部門
- 企画部門
- 総務部門
- 研究拠点・企業連携研究センター等

## MANA
文部科学省の世界トップレベル国際研究拠点形成促進プログラム（WPIプログラム）で支援育成されたWPI拠点の一つ。2007年に採択された第一期5拠点中、独立行政法人をホスト機関として唯一採択された。残りの4機関は全てホスト機関が大学（東京大学、京都大学、東北大学、大阪大学）。現在、WPIプログラムの支援による補助期間中、あるいは、育成終了したWPI拠点は16拠点に上るが、大学以外に設置された例はMANAだけである。
MANAのWPIプログラムによる補助期間は2017年に終了し、WPIアカデミー会員拠点（2017年ー）に認定された。次世代ナノ科学技術の基礎研究センターとして、以下の3分野でナノテクを活用した革新的材料の創製に挑戦している。
- ナノマテリアル
- ナノシステム
- ナノセオリー

また、組織の中でも国際化を特に強く意識しており、研究者の約半数が海外出身である。さらに、英語を公用語化して事務書類も英語化することで、外国人研究者が快適に研究に打ち込めるような環境を構築するという方針の下、英会話が可能な事務職員を多く配置しているのも特徴である。この体制は2003年採択の戦略的研究拠点プログラム「若手国際イノベーション特区」により設立されたICYS（International Center for Young Scientists; 若手国際研究センター）により培われたものである。

## 事業所

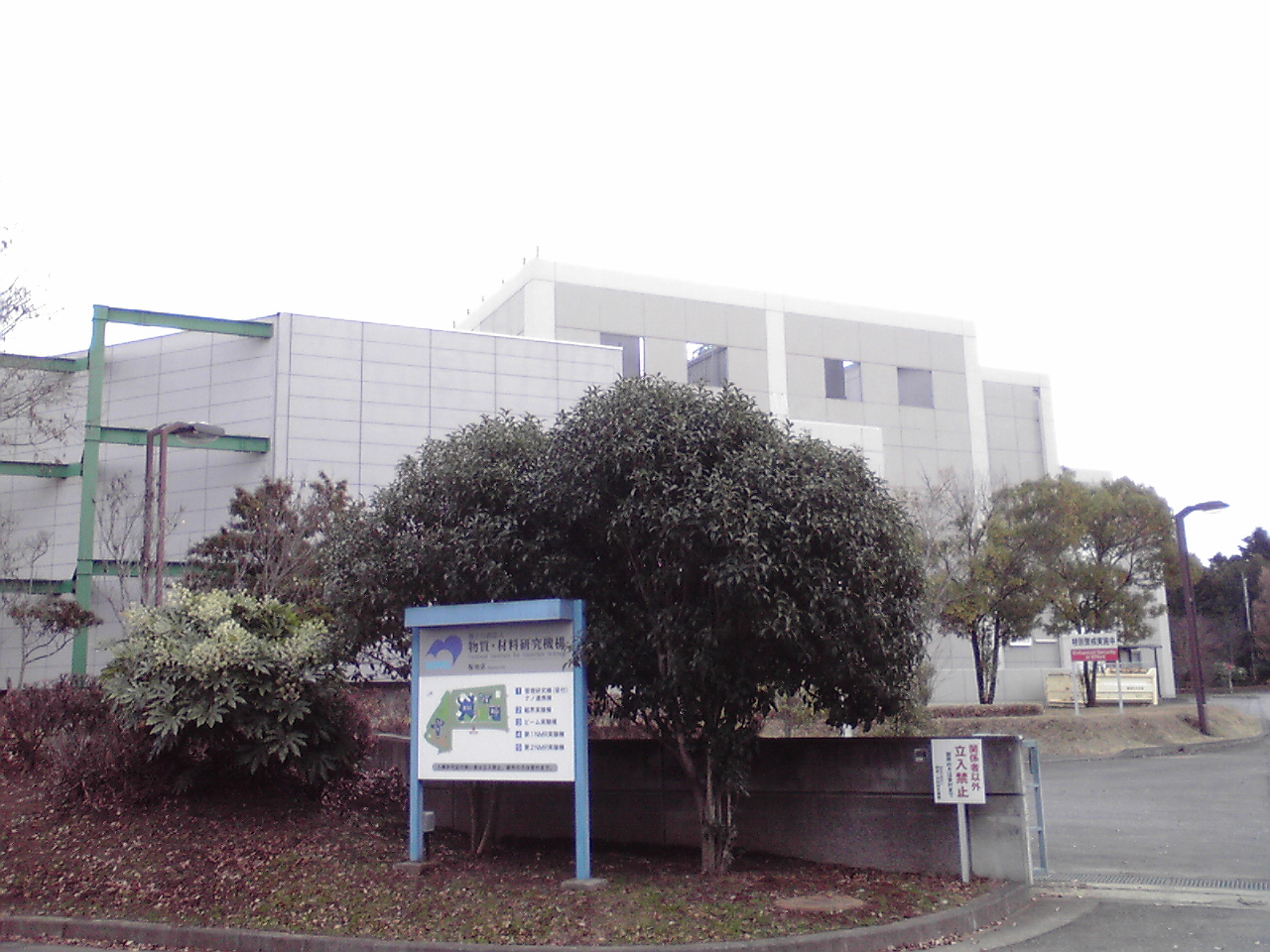
桜地区（茨城県つくば市桜

茨城県つくば市を中心に複数の事業所があり、事業所はその所在地名を冠に通称“○○地区（サイト）”と呼ばれている。
つくば市
- 千現地区 〒305-0047 茨城県つくば市千現1-2-1（本部）
- 並木地区 〒305-0044 茨城県つくば市並木1-1
- 桜地区 〒305-0003 茨城県つくば市桜3-13

兵庫県
- 西播磨地区 〒679-5148 兵庫県佐用郡佐用町光都1-1-1（SPring-8内）2021年3月末撤退

海外連携オフィス
- スイス連邦材料研究所 (EMPA) オフィス スイス：EMPA en:EMPA内

このうちつくば市の3地区が主な研究拠点で、千現地区が本部となっている。並木地区にはMANAがあり、桜地区には世界最高レベルの強磁場施設がある。また兵庫県のSPring-8内には専用ビームライン「BL15XU (WEBRAM)」を持つ。

## クリスマスイルミネーション
1993年（平成5年）より、毎年クリスマスに地元小学校からデザインを公募したイルミネーションを飾り、地域交流のひとつとなっていたが、2008年（平成20年）の実施を最後に終了した。

## クリープ試験世界最長試験記録
1969年（昭和44年）6月19日に開始したクリープ試験が、2011年（平成23年）2月27日に試験開始からの総試験日数が14,853日間に到達し、世界最長クリープ試験データの記録を更新した。

## NMR
2014年10月1日に1001MHz (23.5テスラ)の当時世界記録、その後2015年に1020MHz (24.0テスラ)を達成している。

## 主要人物
- 宝野和博：現職。2022年4月1日就任。
- 橋本和仁：3代目理事長。2016年1月1日就任。
- 潮田資勝：2代目理事長。2009年7月1日-2015年12月31日
- 岸輝雄：初代理事長。2009年6月30日退任。
- 青野正和：MANA拠点長 (2007-2017)。現エグゼクティブアドバイザー。
- 板東義雄：MANA最高運営責任者 (2007-2017)。カーボンナノチューブ等、ナノ材料の研究。ナノ温度計を発明。ナノ温度計は世界最小の温度計として、ギネスブックに登録。
- 中山知信：MANA事務部門長、副拠点長。
- 谷口尚：MANA拠点長。hBN（六方晶窒化ホウ素）の研究者。
- 前田弘：ビスマス系酸化物超伝導体の発見。
- 泉富士夫：世界中で使われているリートベルト解析プログラムRIETANの開発。
- 広崎尚登, 解栄軍：αおよびβサイアロン系新蛍光体の開発。
- 原田幸明：エコマテリアルの提唱者の一人で、日本に蓄積された「都市鉱山」の規模を計算。
- 蔡安邦：準結晶の研究。紫綬褒章を受章。
- 門脇和男：超伝導の物理とデバイス応用。
- 広瀬研吉：元理事。